# 仙台市立作並小学校
仙台市立作並小学校（せんだいしりつさくなみしょうがっこう）は、かつて宮城県仙台市青葉区作並にあった公立小学校である。

## 歴史

### 明治時代の作並小学校
1873年（明治6年）6月25日に、宮城郡作並村の南東部の川崎に作並小学校が設立されたのが始まりである。川崎は隣の熊ヶ根村に近いところで、学区は作並と熊ヶ根の2村にまたがった。創立時の教員は1人、生徒は51人いた。1884年（明治17年）に作並初等学校と改称した。

### 作並分教場
1887年（明治20年）に下愛子村にある愛子小学校に併せられ、その下に作並分教場が置かれ、作並・熊ヶ根を学区とした。1889年（明治22年）に作並村など5村から広瀬村ができると、愛子小学校は広瀬小学校と改称した。1900年に熊ヶ根分教場ができると、作並分教場の学区は作並のみとなった。1902年（明治35年）8月に作並分教場は相ノ沢に移った。広瀬小学校から上愛子小学校が分かれると、上愛子の分教場になった。

### 昭和・平成・令和の作並小学校
1948年（昭和23年）に、北子原の新しい校舎で、広瀬村立作並小学校が開校した。広瀬村が合併して宮城町となると宮城町立作並小学校になり、また合併して仙台市の一部になると仙台市立作並小学校と改称した。住所は、宮城県仙台市青葉区作並字北子原6、学区は作並、新川地区である。
卒業後は、2001年（平成13年）までは熊ヶ根中学校、以後は広陵中学校へ進学した。
南の新川地区に新川分校を置いた。1年から4年までの児童が通い、5年生より本校へのバス通学となった。分校は、2012年（平成24年）4月より生徒数減少により休校となった。
児童数の減少により、2020年（令和2年）3月31日に上愛子小学校に統合され、新川分校とともに閉校した。3月14日の閉校式は、新型コロナウイルス流行への対策として、参加者を限定して行われた。参列した児童は19人で、マスクを付け、式では録音した声を流す形をとった。本校学区の児童は、上愛子小学校へ、バス通学する。